# Miracle Mile (album)
Miracle mile is een studioalbum van Tangerine Dream uit 1988. Het album bevat (delen van) de filmmuziek die gebruikt is voor de gelijknamige film over een apocalyptisch Los Angeles. Het album vermeldde overigens geen gegevens over de film anders dan een Hemdale Production. Het album is opgenomen in Berlijn en Wenen (Eastgate Studio). 

## Musici
- Edgar Froese, Paul Haslinger – synthesizers, elektronica

## Muziek
Allen door Froese en Haslinger

| Nr. | Titel                     | Duur |
| --- | ------------------------- | ---- |
| 1.  | Teetering scales          | 3:39 |
| 2.  | One for the books         | 3:04 |
| 3.  | After the call            | 5:11 |
| 4.  | On the spur of the moment | 3:00 |
| 5.  | All of a dither           | 3:24 |
| 6.  | Final statement           | 3:14 |
| 7.  | In Julie’s eyes           | 3:15 |
| 8.  | Running out of time       | 3:30 |
| 9.  | If it’s all over          | 4:34 |
| 10. | People in the news        | 5:10 |
| 11. | Museum walk               | 3:12 |

## Versie 2017
In 2017 verscheen op het platenlabel Dragon’s Domain Records een nieuwe versie van het album. Deze werd voorafgegaan met een compact disc, waarop de muziek stond die Froese en Haslinger bij de filmmaker hadden ingeleverd. De originele compact disc, werd toen pas bekend, werd gevuld met de filmmuziek die enigszins aangepast werd om als commercieel product in de markt te zetten.

### Muziek
| Nr. | Titel                                  | Duur |
| --- | -------------------------------------- | ---- |
| 1.  | Galaxy tarpits                         | 4:47 |
| 2.  | Pier/Trolley montage                   | 1:55 |
| 3.  | Cigarette, bird, sleep                 | 3:12 |
| 4.  | Car drive/Phone call                   | 2:46 |
| 5.  | Landa                                  | 3:16 |
| 6.  | Truck scene                            | 4:50 |
| 7.  | Wilson’s car/Gas station               | 3:28 |
| 8.  | Police car/Julie’s bedroom             | 3:41 |
| 9.  | Through the dark run across the street | 3:37 |
| 10. | Gym                                    | 0:47 |
| 11. | Gym: In exterior/Phonecall theme       | 4:02 |
| 12. | Helicopter/Back to the tarpits         | 5:07 |
| 13. | End title                              | 4:54 |
| 14. | MX-01                                  | 4:47 |
| 15. | MX-02                                  | 2:14 |
| 16. | MX-03                                  | 1:00 |
| 17. | MX-04                                  | 0:51 |
| 18. | MX-05                                  | 1:07 |
| 19. | MX-06                                  | 0:36 |
| 20. | MX-07                                  | 0:51 |
| 21. | MX-08                                  | 0:53 |
| 22. | MX-09                                  | 0:42 |
| 23. | MX-10                                  | 0:55 |

MX-serie bestaat uit muziekeffecten.